# Fruitridge Pocket, Kalifornien
Fruitridge Pocket är en ort (CDP) i Sacramento County, i delstaten Kalifornien, USA. Enligt United States Census Bureau har orten en folkmängd på 5 800 invånare (2010) och en landarea på 1,6 km².